# 3 Pułk Kawalerii „Brave Rifles”
3 pułk kawalerii (ang. 3rd Cavalry Regiment) − oddział armii Stanów Zjednoczonych, utworzony w 1846 roku, stacjonujący w Fort Hood w Teksasie.

## Struktura organizacyjna
Skład 2019
- zespół dowodzenia (HHT)
- 1 szwadron: HHT, zespoły A, B, C
- 2 szwadron: HHT, zespoły D, E, F, dołączona 43 kompania inżynieryjna
- 3 szwadron: HHT, zespoły G, H, I, dołączona 66 kompania wywiadu wojskowego
- 4 szwadron: HHT, zespoły K, L, M, dołączony zespół przeciwpancerny
- szwadron ogniowy: HHB, baterie A, B, C
- szwadron wsparcia pułku: HHT, zespoły Zaopatrzenia i transportu, Żywnościowy, Medyczny, dołączony pluton łączności

## Historia
Jednostka ustanowiona 19 maja 1846 w regularnej armii jako pułk strzelców konnych i 12 października 1846 zorganizowany w Jefferson Barracks w  Missouri. Przeprojektowany 3 sierpnia 1861 w 3 pułk kawalerii Stanów Zjednoczonych.
18 stycznia 1943 przeprojektowany w 3 pułk kawalerii (zmechanizowany) i aktywowany 15 marca 1943 w Camp Gordon w Georgii. Pułk rozpadł się 3 listopada 1943, a jego elementy zreorganizowano i przeprojektowano w dowództwo 3rd Cavalry Group (zmechanizowana) oraz w 3 i 43 szwadrony rozpoznawcze (zmechanizowane).
Pułk kilkukrotnie zmieniał miejsce dyslokacji: w 1972 z Fortu Lewis w stanie Waszyngton przeniesiony został do Fortu Bliss w Teksasie, w 1996 przeniesiony do Fortu Carson w Kolorado i w końcu 13 lipca 2006 do Fortu Hood w Teksasie.